# سليف جوليون
سليف جوليون (بالايرلندية:"Sliabh gCuillinn"، وتعني تلة ذات انحدار عالي، أو "Sliabh Cuilinn" وتعني جبل كولان) هو جبل في جنوب مقاطعة أرما، إيرلندا الشمالية. يمثل أعلى نقطة في المقاطعة، حيث يبلغ ارتفاعه 573 متراً (1880قدماً). في القمة توجد بحيرة صغيرة  واثنتان من مقابر الدفن القديمة، أحدهما هو اعلى قبر باقٍ في ايرلندا. يظهر الجبل في الأساطير الايرلندية، حيث يرتبط بكيليش والأبطال فيون ماك كومهيل وكوخولين. يسيطر الجبل على الريف المحيط به، ويوفر إطلالات على بلدة أنتريم وخليج  دبلن في يوم صافٍ. يقع متنزه سليف جوليون على الجهة الشرقية من الانحدار.
تشمل القرى المحيطة بجبل سليف جوليون كل من قرية مي، قرية درومينتي، قرية فورك هيل، قرية ملاغبون وقرية ليسليا. يُطلق اسم الجبل على المناطق الريفية المحيطة به، وهو اسم منطقة انتخابية داخل مجلس مقاطعة نيوري ومورن وداون.

## جغرافيا
سليف جوليون هو جبل شديد الانحدار ذو قمة مُسطحة، يبلغ ارتفاعه 573 متراً (1880 قدماً). وهو عبارة عن بقايا متآكلة لمجمع بركاني من العصر الباليوسيني. مُحاط بسد دائري يُعرف باسم «حلقة جوليون»، وهو عبارة عن منطقة ذات جمال طبيعي أخاذ. تشكل الجبل من خلال ظاهرة التجلد ويعرض ميزة جليدية كلاسيكية وهي الجرف والذيل. يًشير الذيل، الذي يتكون من رواسب جليدية، إلى جهة الجنوب وينتهي عند قرية درومينتي. صخور هذه المنطقة معقدة وقد ظهرت في الجدل الجيولوجي الدولي منذ 1950. جذب الموقع العديد من الجيولوجيين من جميع انحاء العالم، وظهر في العديد من النظريات لشرح العلاقات بين الصخور المعقدة وغير العادية، حيث أصبحت بعض هذه النظريات الآن مقبولةً في العالم الجيولوجي.
جزء كبير من الجبل مُغطى بالغابات والخلنج والحجر الخام، في حين تم تخصيص 612 هكتاراً من الأراضي الجافة على الجبل كمنطقة خاصة للحفظ، ومنطقة ذات جمال طبيعي أخاذ. في تموز 2006، دُمرت بعض مناطق شجر الجرس في حرائق الغابات التي يُعتقد انها بدأت بشكل متعمد.

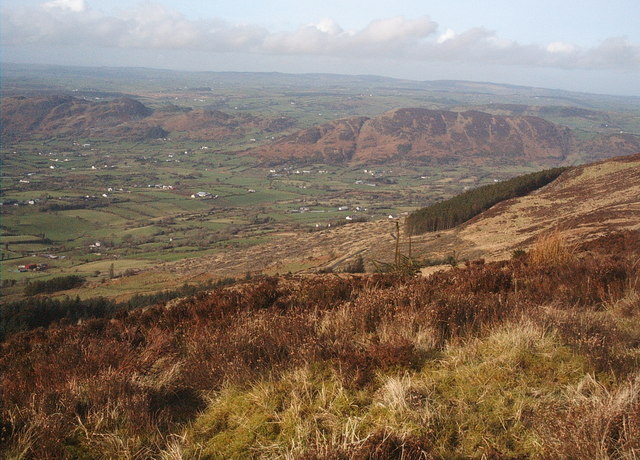
المنحدر الغربي: الأراضي المنخفضة بين قرية ملاغبون وليسليا.

لا يزال من الممكن رؤية آثار الحقول من الزراعة في العصور السابقة على تربة الجبل الفقيرة. كما يوجد دلائل أيضاً على وجود محاجرسابقة.

### مقابر الدفن
هناك مقبرتان للدفن على قمة الجبل، على جانبي بحيرة صغيرة. الجزء الجنوبي عبارة عن مقبرة كبيرة، وهو أعلى مقبرة متبقية في ايرلندا. في عام 1961، قام فريق من علماء الآثار باستكشاف الموقع وأقاموا معسكراً لثلاثين شخصاً بالقرب من القمة. يبلغ عرض القبر 30 متراً (97 قدم) وارتفاعه 5 امتار (16قدم). يبلغ عرض الغرفة الداخلية 3.6 متر (12 قدم)، لها سقف مقوس يصل ارتفاعه 4.3 متر (14 قدم).  تحتوي على ثلاث كتل كبيرة من الحجر تستخدم كأحواض بالإضافة إلى شظايا من عظام بشرية. يتماشى المدخل مع غروب الشمس في فترة الانقلاب الشتوي. يشير التأريخ بالكربون المشع إلى أنه بًني حوالي 3500-2900 سنة قبل الميلاد. تم بناء الحُجرة الصغيرة الواقعة شمال البحيرة في وقت لاحق، ربما خلال العصر البرونزي. تحتوي هذه الحجرة على مدفنين، أحدهما يحتوي على أجزاء من العظم المحروق، من المحتمل أنها بقايا لشخص بالغ واحد.  
تم تخريب المقبرتين من قبل الجنود الأمريكيين أثناء تدريبهم خلال الحرب العالمية الثانية. حيث يرى الفلكلور الإيرلندي أنه من سوء الحظ اتلاف مثل هذه المقابر أو عدم احترامها، وأن القيام بذلك قد يجلب اللعنة. اليوم، أصبحت هذه المقابر آثار تاريخية يحميها القانون. في السنوات الأخيرة، ساعد متطوعون في اصلاح هذه المقابر تحت اشراف علماء الآثار.

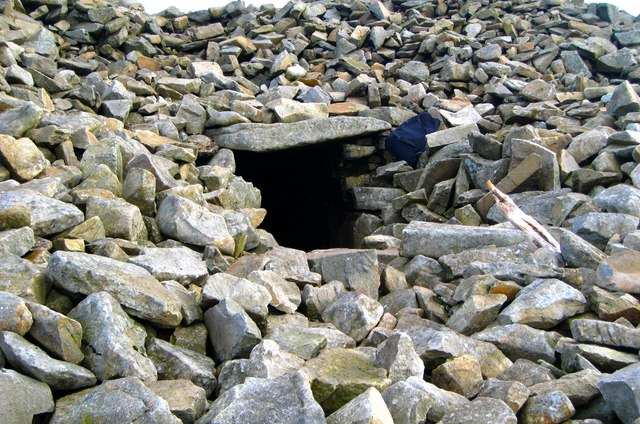
مدخل ممر القبر.

## صعود الجبل
يحظى سليف جوليون بشعبية بين المتسلقين، حيث يتسلق الجبل حوالي 20 ألف شخص كل عام. يوجد طريق يؤدي إلى موقف سيارات صغير في منتصف الطريق تقريباً أعلى الجانب الغربي من الجبل. من هناك يوجد ممر يصل إلى القمة. يوجد أيضاً طريق ذات مسار محدد من الجانب الشمالي للجبل. نظراً لعدم وجود الأمان على سفح الجبل، غالباً ما يتم اقتحام السيارات المتوقفة هناك من قبل اللصوص، لذلك طلبت الشرطة من الزوّار عدم ترك الأشياء الثمينة في السيارات.

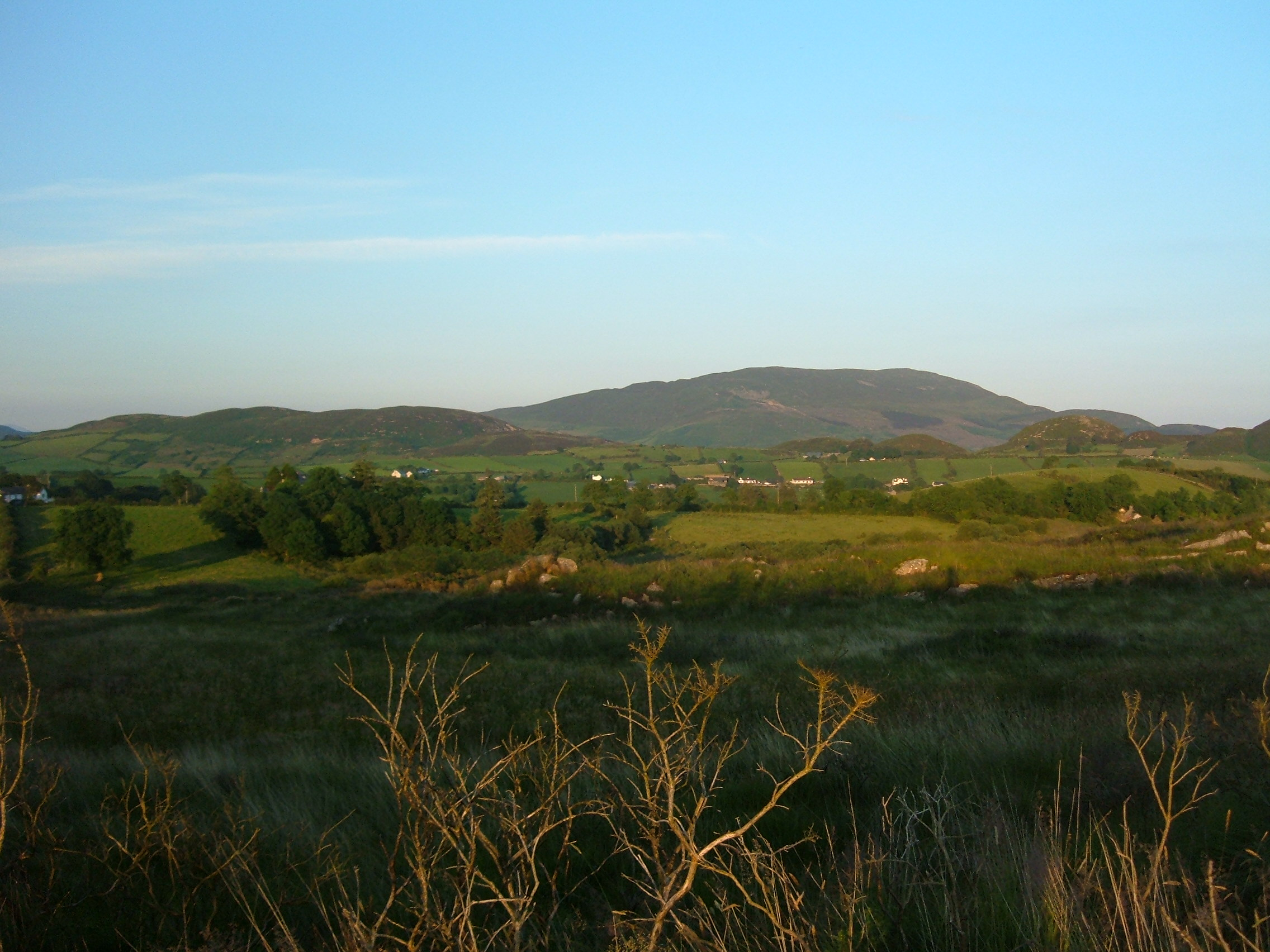
جبل سليف جوليون عند الغروب.

على الجانب الشرقي للجبل، يقع متنزه سليف جوليون والذي يضم مركزاً للزوار، مقهى، وملعب.

## أساطير
يظهر سليف جوليون في الأساطير الإيرلندية.

### فيونوكيليش
في الحكاية المعروفة باسم «مطاردة سليف جوليون»، تسعى آني وشقيقتها ميلوكرا وراء البطل الأسطوري فيون ماك كومهيل. كانت ميلوكرا تعلم أن آني قد تعهدت بعدم الزواج من رجل بشعر رمادي، لذلك قامت ميلوكرا بالقاء تعويذة سراً على البحيرة الموجودة على قمة الجبل، حتى يصبح أي شخص يسبح فيها عجوزاً. قامت بخداع فيون وأخبرته بأن يحضر لها خاتمها الذهبي من البحيرة، نزل إلى البحيرة وتحول إلى رجل عجوز بشعر رمادي. أجبر رجال فيون ميلوكرا إعطائه جرعة لإبعاد اللعنة. استعاد فيون شبابه لكن شعره ظل رمادياً. يُقال بأن هذا سبب تسميته بهذا الاسم «فيون» والذي يعني اللون الأبيض. في بعض إصدارات الحكاية، تم الكشف عن ميلوكرا بأنها الاله كيليش.
تشير أسماء العديد من المعالم الموجودة على الجبل إلى كيليش. يُعرف القبر الموجود على الجبل باسم منزل كيليش، والبحيرة الموجودة تُعرف باسم بحيرة كيليش. في أسفل الجبل يوجد صخرة تسمى كرسي كيليش، كان السكان المحليون يزورونه ويتناوبون في الجلوس على الكرسي.

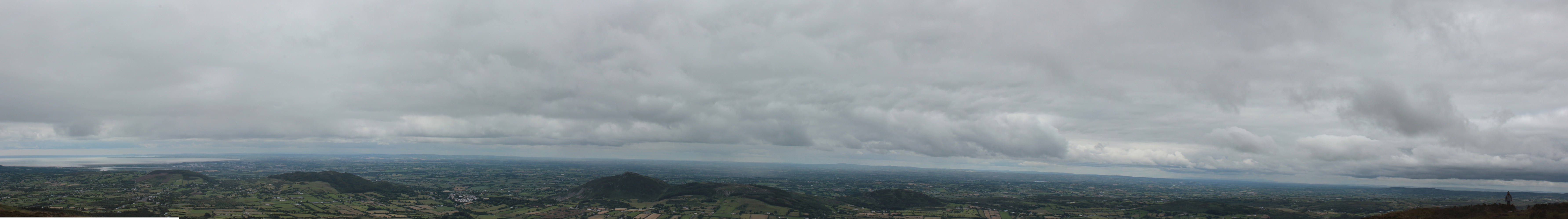
صورة بانوراما 360 درجة لايرلندا فوق جبل سليف جوليون.

### كوخولين
يُقال بأن جبل سليف جوليون هو المكان الذي تلقى فيه البطل الأسطوري كوخولين اسمه حيث أمضى طفولته باسم سيتانتا.

## روابط خارجية
- Ring of Gullion

- Lists of mountains in Ireland

- List of Irish counties by highest point
- List of mountains of the British Isles by height
- List of Marilyns in the British Isles